# 샤오마뻔텅
샤오마뻔텅(小馬奔騰)은 중국의 베이징 샤오마뻔텅 미디어 그룹(Beijing Galloping Horse Group,北京小馬奔騰集團)이다. 영화산업과 텔레비젼 분야에서 성공적인 프로덕션 컴퍼니로 평가받고 있다.

## 디지털 도메인社
2012년 9월 샤오마뻔텅(小馬奔騰)과 인도의 미디어 기업 릴라이언스 미디어웍스(Reliance Mediaworks)는 미국의 유명한 특수효과 회사인 디지털 도메인의 핵심 자산을
3,020만 달러의 가격으로 공동 구매했고 디지털 도메인과 그 자회사인 마더십(Mothership)의 핵심 업무 또한 인수했다.
이로써 중국 영화산업은 세계 제2위의 영화시장이라는 위상에 걸맞는 영화산업의 기술확보에 성공적인 첫발을 내딛게 됐다.

## 같이 보기
- 인더스트리얼 라이트 & 매직